# Atlantis FC
Atlantis FC är en fotbollsklubb från Helsingfors i Finland.  Klubben grundades 1995 och spelar sedan säsongen 2010 i den tredje högsta serien i landet, Tvåan. Klubben grundades 1995 efter att FC Norssi och Johanneksen Dynamo slogs samman. Atlantis spelade i Tipsligan 2001, där laget slutade på sjunde plats. Föreningen hade dock ekonomiska bekymmer, varför platsen i Tipsligan överläts till den nybildade Vanda-föreningen AC Vantaan Allianssi. Atlantis började om längre ned i seriesystemet och spelar säsongen 2015 i Tvåan.